# Grand Prix Drivers' Association
Le GPDA (ou Grand Prix Drivers' Association) est l'association des pilotes de Grand Prix de Formule 1. Formée en 1961, elle joue un rôle consultatif dans les questions liées à la sécurité en Formule 1.

## Historique
Le GPDA voit le jour en mai 1961 à l'occasion du Grand Prix de Monaco. Emmené par Stirling Moss et Jo Bonnier, son rôle est de fédérer les pilotes afin de peser auprès de la fédération internationale et des organisateurs sur les questions liées à la sécurité mais aussi aux primes d'engagement. Le poids du GPDA lors de ses premières années d'existence reste assez négligeable, mais sous l'impulsion de Jackie Stewart, les pilotes commencent à faire entendre leur voix dans la deuxième partie des années 1960. Leur revendications conduisent notamment à l'annulation du Grand Prix de Belgique en 1969 (le circuit de Spa-Francorchamps étant jugé trop dangereux) et au boycott du Nürburgring en 1970. Avant même l'accident de Niki Lauda survenu au mois d'août 1976, le GPDA fait également pression pour que la F1 quitte définitivement le Nürburgring à partir de 1977.
Le GPDA connait ses heures les plus animées lors de l'intersaison 1981-1982, lorsque son président, le Français Didier Pironi, apprend que la FISA et les constructeurs se sont mis d'accord pour instaurer une super-licence qui aura pour conséquence de restreindre la liberté contractuelle des pilotes. Sous l'impulsion du GPDA, les pilotes déclenchent un mouvement de grève lors des premiers essais du Grand Prix d'Afrique du Sud, course d'ouverture de la saison 1982. Retranché dans le salon d'un luxueux hôtel de Johannesburg transformé pour l'occasion en dortoir, les pilotes ne cèdent pas aux menaces de suspension à vie brandies par Jean-Marie Balestre et finissent par obtenir gain de cause. Mais dans les mois qui suivent, l'accident de Didier Pironi ainsi que les derniers soubresauts de la guerre FISA-FOCA ont raison de l'existence du GPDA.
Après 12 années de mise en sommeil, l'association des pilotes est officiellement réactivée lors du Grand Prix de Monaco 1994, qui suit les accidents mortels de Roland Ratzenberger et Ayrton Senna survenus deux semaines plus tôt à Imola. Ironiquement, c'est Senna lui-même qui, le matin même de sa mort, lors du briefing des pilotes, avait émis l'idée d'une reformation du GPDA.
Le GPDA se préoccupe surtout des questions de sécurité, notamment sur les circuits. N'ayant aucun pouvoir décisionnel, il bénéficie d'une certaine écoute des organisateurs et de la fédération, même si ses rapports sont souvent assez tendus avec son président Max Mosley. En 2015, le GPDA décide d'organiser un sondage aux fans de la Formule 1, pour proposer des réformes de la F1, par le biais du site Motorsport.com.

## Organisation
Le GPDA est composé d'un directoire formé par un président et deux directeurs. En 2010, il s'agit de Nick Heidfeld, Felipe Massa et Sebastian Vettel. En août 2010, Nick Heidfeld devient pilote d’essai pour Pirelli et n'est plus en mesure de se déplacer sur les Grands Prix comme il le faisait en tant que pilote de réserve de Mercedes Grand Prix. Il démissionne donc de son poste de président et, le 28 août, lors du Grand Prix de Belgique à Spa, Rubens Barrichello lui succède.
À la suite de son départ de la Formule 1 et de sa reconversion en Indy Car Series, Rubens Barrichello cède sa place à Pedro de la Rosa qui revient à la tête du GPDA, avec toujours comme adjoints Sebastian Vettel et Felipe Massa.
Lors du Grand Prix automobile de Malaisie 2013, De la Rosa conserve son poste de président et Jenson Button est élu directeur, à la place de Felipe Massa, au côté de Sebastian Vettel.
En marge du Grand Prix automobile du Japon 2014, à la suite du souhait émis depuis plusieurs mois par De la Rosa de quitter ses fonctions, les pilotes élisent comme président Alexander Wurz, ancien pilote de Formule 1 chez Benetton Formula, McLaren Racing et Williams F1 Team ; Sebastian Vettel et Jenson Button restent directeurs.

## Dirigeants du GPDA

### Présidents
| Pilotes             | Mandat | Mandat   |
| Pilotes             | Début  | Fin      |
| ------------------- | ------ | -------- |
| Stirling Moss       | 1961   | 1963     |
| Jo Bonnier          | 1963   | 1971     |
| Jackie Stewart      | 1972   | 1978     |
| Jody Scheckter      | 1979   | 1980     |
| Didier Pironi       | 1980   | 1982     |
| Dissolution du GPDA |        |          |
| Michael Schumacher  | 1994   | 2005     |
| David Coulthard     | 2005   | 2006     |
| Ralf Schumacher     | 2006   | 2008     |
| Pedro de la Rosa    | 2008   | 2010     |
| Nick Heidfeld       | 2010   | 2010     |
| Rubens Barrichello  | 2010   | 2012     |
| Pedro de la Rosa    | 2012   | 2014     |
| Alexander Wurz      | 2014   | en cours |

### Directeurs depuis la reformation de 1994
| Pilotes          | Mandat | Mandat   |
| Pilotes          | Début  | Fin      |
| ---------------- | ------ | -------- |
| Gerhard Berger   | 1996   | 1996     |
| Martin Brundle   | 1996   | 1996     |
| Damon Hill       | 1996   | 1998     |
| David Coulthard  | 1996   | 2005     |
| Alexander Wurz   | 1998   | 2001     |
| Jarno Trulli     | 2001   | 2006     |
| Mark Webber      | 2003   | 2005     |
| Fernando Alonso  | 2006   | 2010     |
| Mark Webber      | 2006   | 2010     |
| Felipe Massa     | 2010   | 2013     |
| Sebastian Vettel | 2010   | 2022     |
| Jenson Button    | 2013   | 2017     |
| Romain Grosjean  | 2017   | 2020     |
| George Russell   | 2021   | En cours |
| Anastasia Fowle  | 2021   | En cours |
| Carlos Sainz Jr. | 2025   | En cours |

## Polémiques
Des dissensions sont apparues au sein du GPDA à la suite du Grand Prix des États-Unis 2005, marqué par le retrait avant la course de tous les concurrents équipés de pneus Michelin. Dans un communiqué, le GPDA apporta son soutien aux écuries chaussées de pneus Michelin, menacées de graves sanctions par la FIA, mais Michael Schumacher, coprésident du GPDA et pilote Ferrari (écurie chaussée de Bridgestone) se désolidarisa de cette initiative, arguant du fait que le GPDA sortait de son domaine de compétence en se mêlant de problèmes politiques.
Cette polémique a fait ressurgir le principal reproche adressé au GPDA au moment de sa disparition au début des années 1980, à savoir la difficulté pour les pilotes de s'exprimer indépendamment des intérêts de l'écurie pour laquelle ils courent.
En 1996, tous les pilotes étaient membres du GPDA à l'exception de Jacques Villeneuve qui considérait les activités de l'association des pilotes inutiles. Le Canadien finit par l'intégrer avant d'en claquer la porte, en compagnie de Pedro de la Rosa, à l'issue du Grand Prix de Monaco 2006, le GPDA refusant de désavouer publiquement Michael Schumacher pour sa manœuvre lors des qualifications du Grand Prix.